# Seleção Dinamarquesa de Handebol Feminino
A Seleção dinamarquesa de handebol feminino é uma equipe europeia composta pelas melhores jogadoras de handebol da Dinamarca. É uma das seleções mais vitoriosas do mundo. A equipe é mantida pela Federação Dinamarquesa de Handebol.

## Títulos
- Jogos Olímpicos (3): 1996, 2000 e 2004
- Campeonato Mundial (1): 1997
- Campeonato Europeu (3): 1994, 1996 e 2000